# Yi (gênero)

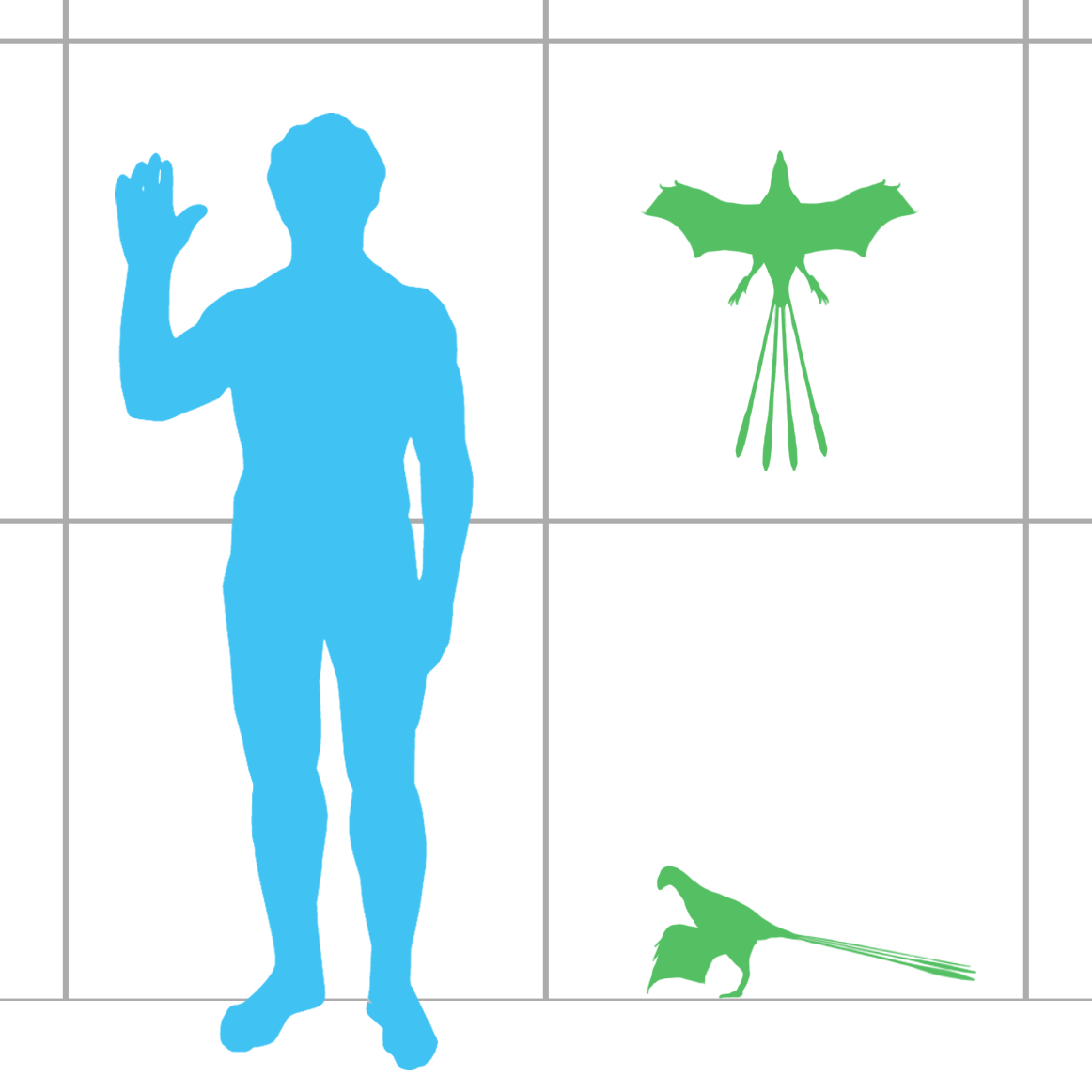
Comparação de tamanho com um humano

Yi é um gênero de dinossauro da família Scansoriopterygidae do Jurássico Médio da China. Há uma única espécie descrita para o gênero Yi qi. Seus restos fósseis foram encontrados na formação Tiaojishan próximo a Mutoudeng, na província de Hebei, e datam do Calloviano–Oxfordiano, com cerca de 160 milhões de anos. Paleontólogos estimam que a criatura tinha uma envergadura de 60 centímetros e pesava cerca de 380 gramas, aproximadamente o tamanho de uma gralha, mas ligeiramente mais pesada. Mais surpreendentemente, o Yi qi tem um osso longo semelhante a uma vareta que se estende a partir de cada pulso, e marcas de tecido membranoso preservados entre os ossos semelhantes a varetas e os dígitos manuais. Características análogas são desconhecidas em qualquer outro dinossauro, mas ocorrem em vários tetrápodes voadores e planadores.

## Nomenclatura e taxonomia
A espécie foi descrita pelos paleontólogos Xu Xing, Zheng Xiaoting, Corwin Sullivan, Wang Xiaoli, Xing Lida, Wang Yan, Zhang Xiaomei, Jingmai O'Connor, Zheng Fucheng Zhang e Pan Yanhong como Yi qi. O nome científico provém do mandarim, sendo o termo genérico derivado da palavra yì (翼) que significa "asa" e o epíteto específico da palavra qí (奇) que significa "estranha".
O gênero Yi, que contém apenas a espécie-tipo, pertence a família Scansoriopterygidae, entretanto a relação com os outros dois gêneros, Scansoriopteryx e Epidexipteryx, não foi resolvida pela análise cladística.

## Distribuição geográfica e geológica
O espécime foi encontrado próximo a vila de Mutoudeng, condado de Qinglong, na província de Hebei, China. A formação Tiaojishan, onde o fóssil foi recuperado, é datada dos estágios Calloviano–Oxfordiano do Jurássico Médio.